# Bernard Habermeyer
Bernard Habermeyer est un metteur en scène français.
Dans les années 1980 il fut collaborateur artistique de Jacques Lassalle Théâtre national de Strasbourg, puis directeur du théâtre de Beauvais Oise de 1986 à 1995. Il dirige le théâtre de Wissembourg de 2002 à 2005.

## Mises en scène
1985
- Georges Dandin de Molière avec Patrice Kerbrat

1987
- Ils étaient tous mes fils All My Sons de Arthur Miller avec Maurice Garrel

1991
- Le dernier jour d'un condamné  de Victor Hugo avec Jean-Pierre Becker

1992
- Mondsand de Jean Hans Arp avec Michael Lonsdale

1993
- La Fiancée du matin d'Hugo Claus avec Bruno Putzulu

1997/98
- Poil de carotte, de Jules Renard- Cie  Émergence - Tournée nationale

2007
- MI AMOR  Opéra de Charles Chaynes en création à l’Opéra Théâtre de Metz